# 美食家 (中篇小说)
《美食家》，陆文夫的代表性中篇小说。
该中篇小说曾荣获1984年全国优秀中篇小说奖。

## 内容
民国时期，资本家“朱自冶”是一个因“吃”而成“名家”的人，被人称作“朱经理”。
朱自冶住在苏州市，清晨起来到《朱鸿兴面店》吃“头汤面”，接着去闾门石路的茶楼喝茶，然后和朋友吃冷盘、热炒、甜食、大菜、点心、大汤，最后坐上黄包车或马车去其他地方。
“我”十分厌恶朱自冶，他吃完午餐，就去澡堂洗澡，以消化丰盛的食物，放学之后，我就提上竹篮，给朱自冶寻找风味小吃，他拿剩余的钞票给我让我买猪肉给奶奶吃。
我决定投奔中国共产党领导的解放区，在半路被编入干部队伍，送回苏州市，分配到商业。
朱自冶对我称“同志”，很远就掏烟给我抽，由于他没有干坏事，三反五反运动，中国共产党都没有动他，但是他还是好吃。
朱自冶40岁时开始发福。
我被党组织派到一家茶馆当经理，响应中国共产党的号召，改造旧社会，把饭店免费服务化，结果门庭若市。
一日，朱自冶推开我的门，对我说：“高小庭，我反对你！”
朱自冶自此躲到“孔碧霞”的石库门房里，她会烧一手好菜，最后同吃同住就结婚了。
1957年，“包坤年”贴我的大字报，说我用个人名利浪费工人的血汗，我的同学“丁大头”说，“资产阶级的味觉和无产阶级的味觉毫无区别，苏州的吃太有名了，如果毁在你手里……”
文化大革命中，我、朱自冶、包坤年都是落水狗，遭受政治迫害。
9年之后，我被平反，回到工作岗位，包坤年也给我道歉，朱自冶来到饭馆，讲述和教厨师如何做菜，名声远扬，后来，苏州成立“烹饪学会”，朱自冶还当了总指挥，妻子孔碧霞是操刀厨师，红遍苏州。

## 主题和风格
该中篇小说写了“好吃”的朱自冶和反对吃的“我”两个矛盾的角色和不同时期的不同命运，朱自冶除了在毛泽东主政时期遭受政治迫害之外，晚年反而走红，而我却还是原地踏步，透露出中华文化和中国政治风云变迁的“奥秘”。
该中篇小说由“吃”这件日常生活的事情，描写了中国近代史的变迁。